# Bogić Vujošević
Bogić Vujošević (Servisch: Богић Вујошевић) (Vrbas, 5 augustus 1992) is een Oostenrijks-Servisch basketballer.

## Carrière
Vujošević maakte in 2009 zijn debuut voor KK Novi Sad. Toen die club in 2011 samen ging met KK Vojvodina Srbijagas, speelde hij nog een seizoen voor hen. Hij speelde daarna een seizoen voor BKK Radnički Belgrado en een seizoen voor KK Crnokosa. In 2014 trok hij naar Oostenrijk en ging spelen voor Oberwart Gunners.
In 2015 maakte hij de overstap naar BC Vienna en won met hen de supercup. Het volgende seizoen maakte hij de overstap naar Kapfenberg Bulls waarmee hij drie landstitels won en vier landsbekers. Hij werd ook tweemaal uitgeroepen tot MVP terwijl hij voor hen speelde. In het seizoen 2020/21 speelde hij een seizoen in de Belgische competitie voor Okapi Aalst. In 2021 keerde hij terug naar Oostenrijk en tekende opnieuw voor BC Vienna. Hij won met hen de landstitel in 2022 en werd opnieuw uitgeroepen tot MVP.
In de zomer van 2024 verliet hij Oostenrijk en tekende in de Roemeense competitie bij SCM Timişoara.

## Erelijst
- Oostenrijks landskampioen: 2017, 2018, 2019, 2022
- Oostenrijks bekerwinnaar: 2017, 2018, 2019, 2020
- Oostenrijkse supercup: 2015, 2017, 2018, 2019, 2020
- Oostenrijkse competitie MVP: 2017, 2018, 2022
- Oostenrijkse beker MVP: 2017, 2018